# Renzo Rossellini (Komponist)

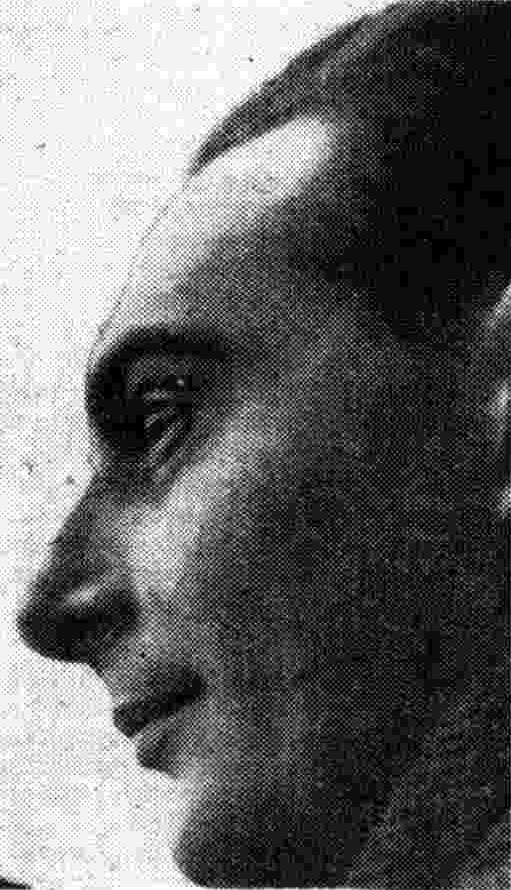
Renzo Rossellini

Renzo Rossellini (* 2. Februar 1908 in Rom; † 13. Mai 1982 in Monte Carlo, Monaco) war ein italienischer Komponist, Musiker und Musikwissenschaftler.

## Leben
Rossellini studierte in Rom Komposition und bei Bernardino Molinari Dirigat. Im Jahr 1933 erhielt er die Stelle des Direktors am Liceo Musicale Giovanni Baptista Pergolesi in Varese, 1940 wurde er Lehrer für Komposition und Professor am Konservatorium in Rom. 1956 wurde Rossellini Renzo Mitglied der Accademia Santa Cicilia in Rom, neben seiner aktiven musikalischen Tätigkeit war Rossellini auch als Musikkritiker für die Tageszeitung Il Messaggero tätig. 1970/73 schließlich Künstl. Direktor an der Oper von Monte-Carlo.
Sein Bruder war der Filmregisseur und Komponist Roberto Rossellini, seine Nichte die Schauspielerin Isabella Rossellini. Für Roberto Rossellini schrieb er die Filmmusik zu zahlreichen Filmen, unter anderem zu Rom, offene Stadt, Paisà, Stromboli und Reise in Italien.

## Werke
Rossellini verfasste zahlreiche Ballette, Oratorien, Kantaten, Sinfonien sowie Kammermusik, Lieder und vier Opern und Filmmusiken.
- Alcassino a Nicoletta (1935)
- La Guerra, Oper (Neapel 1956)
- La Piovra (ebd. 1958)
- Il vortice, Oper (ebd. 1958)
- Le Campane (Kario 1960)
- Uno sguardo dal ponte, Oper (Rom 1961)
- Il Linguadgio dei Fiori (Mailand 1963)
- La Leggenda del Ritorno (ebd. 1966)
- L’Avventurio (Monte Carl 1968)
- L’Annonce faite à Marie, Oper (Paris 1970)
- La reine Morte (Monte Carlo 1973)

## Filmografie (Auswahl)
- 1937: Il signor Max – Regie: Mario Camerini
- 1941: Prinzessin Aschenbrödel (Cenerentola e il signor Bonaventura)
- 1941: Teresa Venerdì – Regie: Vittorio De Sica
- 1941: La nave bianca – Regie: Francesco De Robertis
- 1941: Un pilota ritorna – Regie: Roberto Rossellini
- 1943: I bambini ci guardano – Regie: Vittorio De Sica
- 1945: Rom, offene Stadt (Roma città aperta)
- 1946: Paisà
- 1948: Die Kartause von Parma (La Chartreuse de Parme)
- 1948: Deutschland im Jahre Null (Germania anno zero)
- 1948: Amore (2 Episoden)
- 1950: Stromboli (Stromboli, terra di dio)
- 1950: Franziskus, der Gaukler Gottes (Francesco, giullare di Dio)
- 1950: Land der Sehnsucht
- 1951: Schatten über Neapel
- 1951: Messalina
- 1952: Europa ’51 – Regie: Roberto Rossellini
- 1953: Liebe ist stärker (Viaggio in Italia)
- 1953: Napoletani a Milano – Regie: Eduardo De Filippo
- 1954: Angst (La paura)
- 1954: Il figlio dell’uomo
- 1954: Orientexpress (Orient Express)
- 1954: Semiramis, die Kurtisane von Babylon (La cortigiana di Babilonia)
- 1957: Keine Schonzeit für Blondinen (La ragazza del Palio)
- 1959: Der falsche General (Il generale Della Rovere)
- 1959: Die Legionen des Cäsaren (Le legioni di Cleopatra)
- 1960: Es war Nacht in Rom (Era notte a Roma)
- 1961: Viva l’Italia – Regie: Roberto Rossellini
- 1961: Der furchtlose Rebell (Vanina Vanini)

## Film
- 1996 drehte der deutsche Regisseur Georg Brintrup den Musikfilm Ein Sonnenstrahl über Leben und Werk von Renzo Rossellini und dessen Zusammenarbeit mit seinem Bruder Roberto (Produktion: Brintrup-Filmproduktion, WDR, HR, RAI).[1][2]